# Agetocera filicornis
Agetocera filicornis es un coleóptero de la familia Chrysomelidae. Fue descrita en 1927 por Laboissiere.